# Jerald Honeycutt
Jerald DeWayne Honeycutt (Shreveport, Luisiana, 20 de octubre de 1974) es un exjugador de baloncesto estadounidense que disputó dos temporadas en la NBA, transcurriendo el resto de su carrera en ligas menores de su país, y en diferentes equipos de Europa, Asia y Sudamérica. Con 2,06 metros de estatura, jugaba en la posición de ala-pívot.

## Trayectoria deportiva

### Universidad
Tras participar en su etapa de high school en el prestigioso McDonald's All-American Game, jugó durante cuatro temporadas con los Green Wave de la Universidad Tulane en las que promedió 17,7 puntos, 7,0 rebotes y 3,4 asistencias por partido. En 1995 fue incluido en el mejor quinteto de la Metro Conference, y los dos años siguientes en el de la Conference USA, siendo en ambos el máximo anotador y reboteador de la competición.

### Profesional
Fue elegido en la trigésimo octava posición del Draft de la NBA de 1997 por Milwaukee Bucks, con los que, en su primera temporada, actuando como suplente de Tyrone Hill, promedió 6,4 puntos y 2,4 rebotes por partido.
Al año siguiente, mediada la temporada fue traspasado con el propio Hill a Philadelphia 76ers, a cambio de Tim Thomas y Scott Williams. Allí acabó la temporada promediando 1,9 puntos por partido.
A partir de ese momento su carrera transcurrió en equipos de medio mundo, enfocando finalmente su trayectoria en la liga filipina y la liga japonesa. En 2003 estuvo a punto de volver a la NBA, tras fichar en la pretemporada por los Portland Trail Blazers, pero finalmente fue descartado antes del comienzo de la competición. Su último equipo fue el Toyota Alvark japonés.

## Estadísticas de su carrera en la NBA

### Temporada regular
| Año     | Equipo       | PJ | PT | MPP  | %TC  | %3P  | %TL  | RPP | APP | ROB | TPP | PPP |
| ------- | ------------ | -- | -- | ---- | ---- | ---- | ---- | --- | --- | --- | --- | --- |
| 1997–98 | Milwaukee    | 38 | 0  | 13.9 | .407 | .377 | .621 | 2.4 | 0.9 | 0.5 | 0.2 | 6.4 |
| 1998–99 | Milwaukee    | 3  | 0  | 4.0  | .400 | .000 | .500 | 0.3 | 0.0 | 0.3 | 0.0 | 1.7 |
| 1998–99 | Philadelphia | 13 | 0  | 6.9  | .259 | .357 | .750 | 0.8 | 0.2 | 0.3 | 0.2 | 1.9 |
| Total   | Total        | 54 | 0  | 11.7 | .391 | .362 | .632 | 1.9 | 0.7 | 0.5 | 0.1 | 5.1 |

### Playoffs
| Año     | Equipo       | PJ | PT | MPP | %TC  | %3P  | %TL  | RPP | APP | ROB | TPP | PPP |
| ------- | ------------ | -- | -- | --- | ---- | ---- | ---- | --- | --- | --- | --- | --- |
| 1998–99 | Philadelphia | 6  | 0  | 2.0 | .200 | .000 | .000 | 0.2 | 0.0 | 0.0 | 0.0 | 0.3 |
| Total   | Total        | 6  | 0  | 2.0 | .200 | .000 | .000 | 0.2 | 0.0 | 0.0 | 0.0 | 0.3 |